# Omega-3
Gli omega-3 (o PUFA n-3) sono una categoria di acidi grassi essenziali (come gli omega-6). Caratterizzati dalla posizione del primo doppio legame che, iniziando il conteggio dal carbonio terminale (carbonio ω ovvero carbonio n), occupa la terza posizione, da cui il termine Omega-3 (vedi figura).
Sono noti soprattutto per la loro presenza nelle membrane cellulari e per il mantenimento della loro integrità. Talvolta sono raggruppati come vitamina F (dall'inglese fatty acids)

Struttura molecolare dell'acido α-linolenico (ALA). I chimici contano a partire dal gruppo carbossile (in blu), mentre i biologi cominciano dall'atomo di carbonio ω (in rosso).

## Chimica
Gli acidi grassi omega-3 fanno parte dei polinsaturi e la loro catena comprende vari doppi legami interrotti da ponti metilenici (-CH2-) in modo che vi siano due singoli legami tra ciascuna coppia di doppi legami adiacenti.
I principali acidi grassi del gruppo omega-3 sono:
| Acido                                              | Notazione Delta            |
| -------------------------------------------------- | -------------------------- |
| acido esadecatrienoico (HTA)                       | 16:3Δ7c,10c,13c            |
| acido octadecatrienoico (ALA) acido α-linolenico   | 18:3Δ9c,12c,15c            |
| acido octadecatetraenoico (SDA) acido stearidonico | 18:4Δ6c,9c,12c,15c         |
| acido eicosatrienoico (ETE)                        | 20:3Δ11c,14c,17c           |
| acido eicosatetraenoico (ETA) acido juniperonico   | 20:4Δ8c,11c,14c,17c        |
| acido eicosapentaenoico (EPA) acido timnodonico    | 20:5Δ5c,8c,11c,14c,17c     |
| acido eneicosapentaenoico (HPA)                    | 21:5Δ6c,9c,12c,15c,18c     |
| acido docosapentaenoico (DPA) acido clupanodonico  | 22:5Δ7c,10c,13c,16c,19c    |
| acido docosaesaenoico (DHA) acido cervonico        | 22:6Δ4c,7c,10c,13c,16c,19c |
| acido tetracosapentaenoico                         | 24:5Δ9c,12c,15c,18c,21c    |
| acido tetracosaesanoico acido nisinico             | 24:6Δ6c,9c,12c,15c,18c,21c |

La notazione delta denota con il primo numero il numero totale di atomi di carbonio e con il secondo numero, dopo i due punti, il numero di doppi legami. Dopo la lettera greca Δ viene indicata la posizione contando dal gruppo carbossilico e la configurazione, normalmente cis, cioè con i due atomi di idrogeno dalla stessa parte rispetto al doppio legame. 
Questi doppi legami cis comportano una curvatura nella struttura della molecola fino a far assumere una forma elicoidale alle molecole di omega-3 con molti doppi legami.
Gli acidi EPA e DHA possono essere sintetizzati dall'organismo umano a partire dall'acido ALA, ma solamente in piccole quantità. In pratica, il tasso di DHA non varia nonostante l'aumento di apporto di ALA.

## Studi clinici

### Lo studio "GISSI Prevenzione"
L'Associazione Nazionale Medici Cardiologi Ospedalieri (ANMCO), in collaborazione con l'Istituto Mario Negri (Consorzio Mario Negri sud), ha esaminato in uno studio avviato nell'ottobre 1993, un campione di 11.324 persone colpite da infarto miocardico, suddividendole in quattro sottogruppi. Dopo un follow up di 4 anni, nel dicembre del 1998, i pazienti trattati con omega-3 presentavano riduzione degli infarti, della morte improvvisa, degli ictus e della mortalità totale rispetto a quelli che non avevano ricevuto alcun trattamento. Questi dati confermano le ipotesi che erano state formulate da due importanti studi americani, il primo effettuato su medici volontari, il secondo effettuato su quasi 85.000 infermiere, durato 16 anni e pubblicato sulla importante rivista Journal of the American Medical Association (JAMA).
L'Italia ha recepito gli indirizzi rendendo mutuabili tutti i farmaci a base di omega-3.

### Studio NEJM maggio 2013
Un successivo studio in doppio cieco randomizzato di tipo prospettico, pubblicato il 9 maggio 2013 dalla prestigiosa rivista The New England Journal of Medicine (NEJM), condotto in Italia in collaborazione tra IRCCS - Istituto di Ricerche Farmacologiche “Mario Negri”, Consorzio Mario Negri Sud e la medicina generale italiana, dimostra invece come il trattamento con Omega-3 non mostri vantaggi né sulla mortalità né sulla ospedalizzazione dovuta ad eventi cardiovascolari.
Questo studio ha coinvolto 860 medici di medicina generale che hanno seguito 12.000 pazienti senza precedente infarto miocardico o insufficienza cardiaca per 5 anni con fattori di rischio vari quali obesità, diabete, ecc (prevenzione primaria); i pazienti avevano mediamente una età di 64 anni e il 39% di essi erano donne.
Anche una precedente metanalisi del 2012, pubblicata sulla rivista JAMA-The Journal of the American Medical Association, condotta su 20 studi coinvolgenti un totale di 68.680 pazienti, confermava questa osservazione.

### Comunicazione EMA 2018
L’Agenzia Europea dei Medicinali (EMA) ha concluso che i medicinali a base di acidi grassi omega-3 non sono efficaci nel prevenire la ricorrenza di problemi cardiaci e circolatori in pazienti che hanno avuto un infarto. La conclusione, basata su una rivalutazione dei dati raccolti nel corso degli anni, è che questi medicinali non saranno più autorizzati per tale uso.

## Prodotti a base di Omega-3
In commercio si possono reperire numerosi composti a base di Omega-3, molti di questi contengono Omega-3, Omega-6, precursori degli Omega-3 variamente mescolati tra di loro o con associazioni vitaminiche, tutti questi composti appartengono alla categoria degli integratori alimentari.

## Sorgenti dietetiche

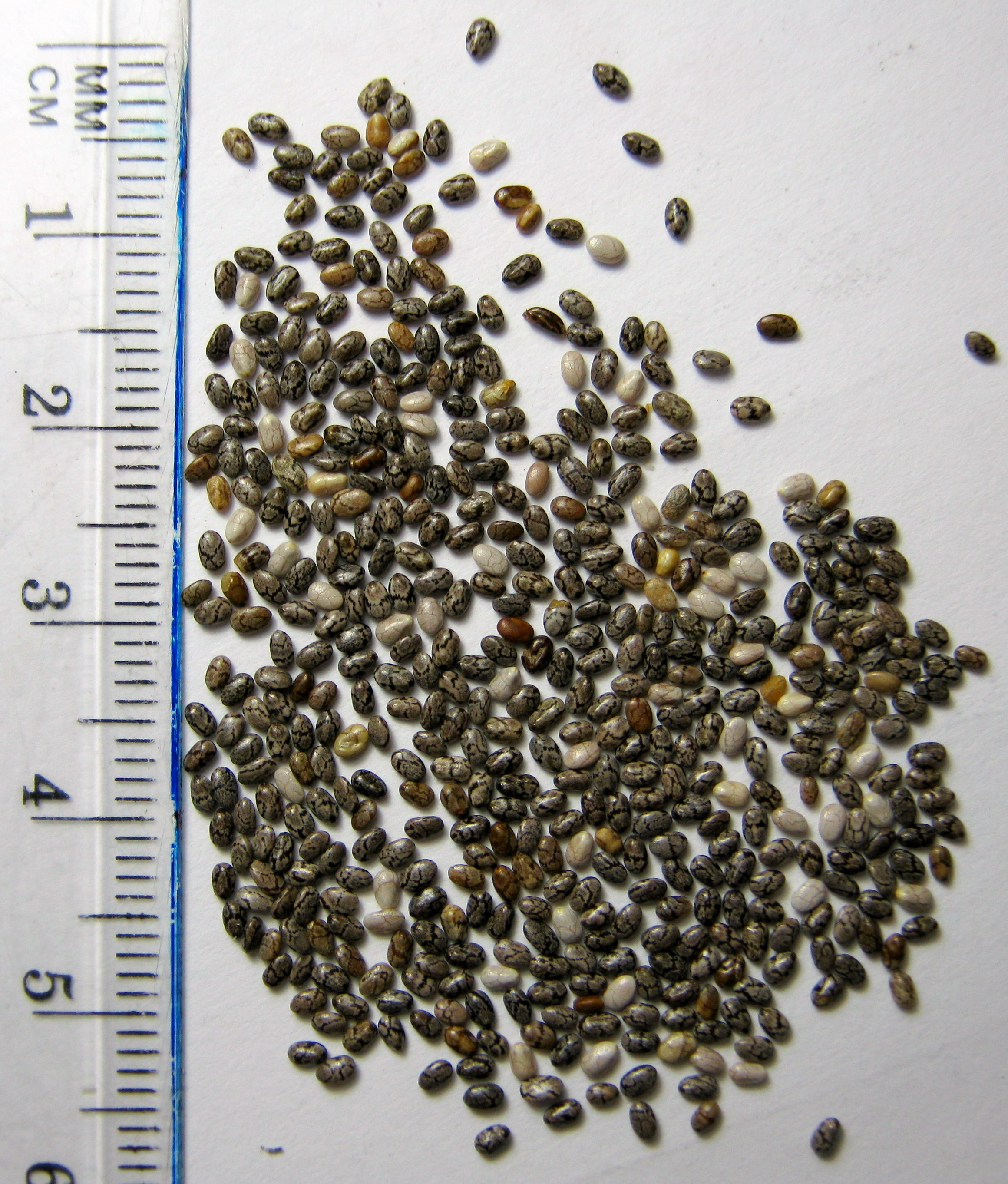
Semi di Salvia hispanica, ricchi di omega-3

Generalmente si trovano nei seguenti alimenti:
- Pesce (EPA e DHA)
- Olio di pesce (EPA e DHA)
- Crostacei (EPA e DHA)
- Olio di Schizochytrium, microalga (EPA e DHA)
- Noci (ALA)
- Oli vegetali come l'olio di lino, di semi di canapa, di ribes nero, di sacha inchi e l'olio di soia (ALA)
- Semi di chia (Salvia hispanica) (ALA)

## Alimenti

### Alimenti di origine animale
Gli Omega 3 di origine animale si trovano per la maggior parte nel pesce.
1. Sgombro
2. Salmone
3. Tonno
4. Sardine
5. Acciughe
6. Pesce Spada
7. Merluzzo
8. Uova di pesce (ad esempio il caviale)

### Alimenti di origine vegetale
1. Microalga Schizochytrium sp,
2. Noci/olio di noci
3. Semi/olio di Salvia hispanica, Chia
4. Semi/olio di lino
5. Semi/olio di Canapa
6. Portulaca oleracea
7. Semi/olio di Perilla